# Laurits Broberg
Laurits Pedersen Broberg, född 11 augusti 1859, död 6 oktober 1937, var en dansk politiker.
Broberg invaldes 1906 som Venstres kandidat i Landstinget och blev här ett av sitt partis främsta representanter samt ordförande för dess landstingsgrupp. 1914 avgick han från denna post och lämnade partiet, då hans radikala åsikter i grundlagsfrågan inte delades av flertalet i partiet. Han deltog därefter inte vidare i politiken.

## Utmärkelser
- Riddare av Dannebrogorden,  1921[1]
- Dannebrogsmännens hederstecken,  1928[1]

[Redigera Wikidata]